# 菊池幸夫
菊池 幸夫（きくち ゆきお、1964年 - ）は、日本の作曲家。

## 来歴
東京都生まれ。1983年に埼玉県立春日部高校卒業、1988年に東京藝術大学音楽学部作曲科を卒業、1991年に同大学院を修了。作曲を北村昭、佐藤眞、松村禎三に師事。国立音楽大学や尚美学園大学で講師を務める傍ら、映画やテレビ、国体の音楽を手がけるなど幅広い活動を行っている。
1985年に作曲したサクソフォーン四重奏曲「Saxophones' Studies」で、1986年の日本サクソフォーン協会主催「第1回サクソフォーンのための作品コンクール」優秀賞を受賞。1991年の修了制作「ピアノと管弦楽のための『曜変』」で、1992年に第14回日本交響楽振興財団作曲賞に入選、翌1993年に第3回芥川作曲賞を受賞。
国立音楽大学 演奏・創作学科作曲専修 教授。

## 主要作品

### 管弦楽曲
- ピアノと管弦楽のための〈曜変〉（1995年8月27日世界初演）
- 〈緋紋〉～室内オーケストラのための～
- 〈譚歌〉～管弦楽のための～[2]

### 吹奏楽曲
- 吹奏楽のための組曲
- 吹奏楽とオルガンのための『祀典』
- 摩天
- 銀河鉄道の夜 〜吹奏楽、合唱、ナレーションによる音楽童話〜

### 室内楽曲
- Saxophones' Studies
- 夜は青く深く

### 映画音楽
- クイール
- アヒルと鴨のコインロッカー
- フィッシュストーリー